# ФК «Динамо» Москва в сезоне 1954
Сезон 1954 года — 32-й в истории футбольного клуба «Динамо» Москва.
В этом сезоне команда приняла участие в чемпионате и кубке СССР, а также сыграла в одиннадцати международных матчах.

## Общая характеристика выступления команды в сезоне

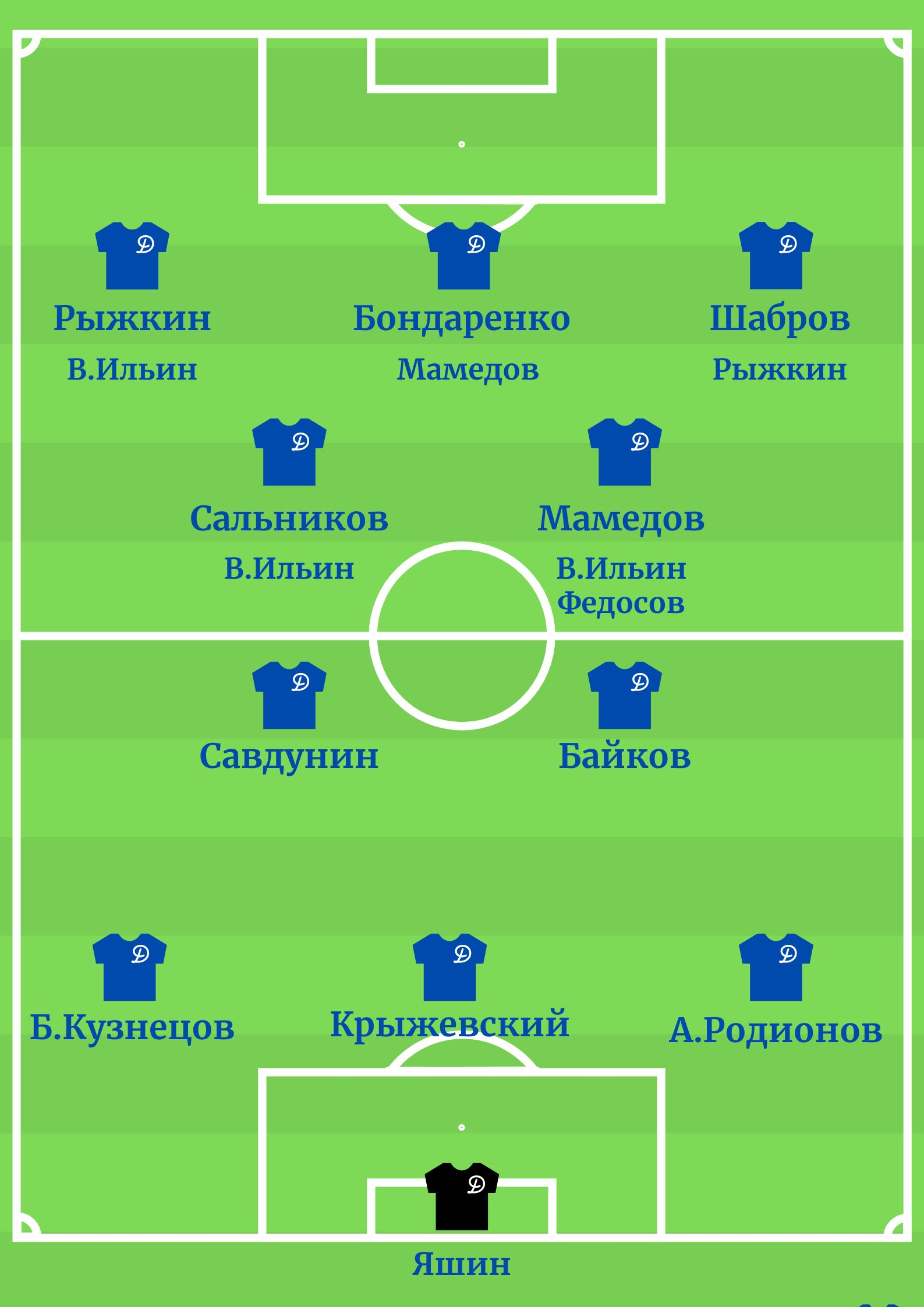

В своем первом полноценном сезоне после возвращения в команду Михаил Иосифович Якушин сумел создать из имевшихся в его распоряжении футболистов прекрасно взаимодействующий ансамбль, продолживший успехи конца предыдущего года.
Сильнейшей линией обновлённой команды стала теперь оборона во главе с Львом Яшиным, Константином Крыжевским и Владимиром Савдуниным. Игра нападения, возможно, выглядела не такой сильной и не столь выразительной, как в предыдущие «золотые» годы, но в целом была достаточно сбалансированной. В этом сезоне по-настоящему раскрылись и получили признание крайние нападающие Владимир Шабров и Владимир Рыжкин, центральные Алекпер Мамедов и Генрих Федосов, которые вместе с Сергеем Сальниковым и Федоров Геннадий Константинович Владимиром Ильиным]] создали «сплав молодости и опыта». Существенную пользу принес также центрфорвард Геннадий Бондаренко — еще один выходец из ленинградского «Динамо», приглашенный в команду. Свой вклад в победу в ряде матчей внёс и ветеран клуба Константин Бесков.
Динамовцы практически со старта чемпионата захватили лидерство, пропустив за весь первый круг только три мяча в двенадцати играх. Лишь в начале второго круга, по ставшей уже многолетней «традиции», потерпев ряд неудач, «Динамо» позволило соперникам настигнуть себя, но далее, существенно прибавив в атаке, команда уверенно провела концовку чемпионата, став досрочно победителем с четырехочковым преимуществом над «Спартаком», вновь ставшим главным соперником «бело-голубых» до конца десятилетия.
Победив «Спартак» в обоих матчах чемпионата, во втором по значимости турнире динамовцы уступили этому признанному кубковому бойцу, с которым жребий свел их уже в первом матче (1:3).
Как и в прошлом сезоне, динамовцы провели много международных встреч. Знаковыми в истории клуба являются победы над лондонским «Арсеналом» (5:0), «Жирондой» Бордо (6:1 и 3:0), действующим чемпионом Франции «Олимпиком» Лилль (2:1 в гостях). Единственное поражение динамовцы потерпели от весьма авторитетного в те годы венского «Рапида» (0:1 в гостях).

## Команда

### Состав
| Игрок                 | Дата рождения    | Сезон в «Динамо» | Бывший клуб                 |
| Вратари               | Вратари          | Вратари          | Вратари                     |
| --------------------- | ---------------- | ---------------- | --------------------------- |
| Лев Яшин              | 22 октября 1929  | 3                | «Динамо» Москва (дубль)     |
| Владимир Беляев       | 15 сентября 1933 | 2                | «Динамо» Сталинград         |
| Защитники             |                  |                  |                             |
| Анатолий Родионов     | 10 мая 1925      | 2                | МВО                         |
| Константин Крыжевский | 20 февраля 1926  | 2                | МВО                         |
| Борис Кузнецов        | 14 июля 1928     | 2                | МВО                         |
| Андрей Юрченко        | 29 июня 1926     | 1                | «Динамо» Ленинград          |
| Иван Осусский         | 1931             | 2                | «Искра» Мукачево            |
| Виктор Царёв          | 2 июня 1931      | 1                | МВО                         |
| Владилен Голубев      | 21 июля 1929     | 2                | «Динамо» Московская область |
| Полузащитники         |                  |                  |                             |
| Евгений Байков        | 29 июля 1929     | 3                | «Динамо» Владимир           |
| Владимир Савдунин     | 10 мая 1924      | 10               | «Локомотив» Куйбышев        |
| Иван Моргунов         | 10 февраля 1929  | 1                | «Динамо» Новосибирск        |
| Александр Соколов     | 26 февраля 1930  | 5                | «Крылья Советов» Сетунь     |
| Алексей Водягин       | 10 января 1925   | 2                | МВО                         |
| Нападающие            |                  |                  |                             |
| Владимир Шабров       | 15 марта 1930    | 3                | «Крылья Советов» Тушино     |
| Алекпер Мамедов       | 9 мая 1930       | 2                | Нефтяник (Баку)             |
| Геннадий Бондаренко   | 4 февраля 1929   | 1                | «Динамо» Ленинград          |
| Сергей Сальников      | 13 сентября 1925 | 5                | «Спартак» Москва            |
| Владимир Ильин        | 15 января 1928   | 9                | «Локомотив» Харьков         |
| Владимир Рыжкин       | 29 декабря 1930  | 2                | МВО                         |
| Генрих Федосов        | 6 декабря 1932   | 1                | «Звезда» Пермь              |
| Константин Бесков     | 18 ноября 1920   | 14               | «Металлург» Москва          |

### Изменения в составе
| Поз | Игрок               | Прежний клуб            |
| --- | ------------------- | ----------------------- |
| З   | Андрей Юрченко      | «Динамо» Ленинград      |
| З   | Виктор Царёв        | МВО                     |
| П   | Иван Моргунов       | «Динамо» Новосибирск    |
| П   | Александр Соколов   | «Динамо» Москва (дубль) |
| Н   | Геннадий Бондаренко | «Динамо» Ленинград      |
| Н   | Генрих Федосов      | «Звезда» Пермь          |

| Поз | Игрок             | Новый клуб                   |
| --- | ----------------- | ---------------------------- |
| В   | Вальтер Саная     | «Динамо» Тбилиси             |
| З   | Леонид Соловьев   | завершил карьеру             |
| З   | Владимир Зябликов | завершил карьеру             |
| П   | Всеволод Блинков  | завершил карьеру             |
| П   | Владимир Дворцов  | завершил карьеру             |
| Н   | Сергей Коршунов   | ЦДСА                         |
| Н   | Александр Тенягин | «Трудовые резервы» Ленинград |
| Н   | Виталий Зуб       | «Локомотив» Харьков          |
| Н   | Василий Трофимов  | завершил карьеру             |
| Н   | Василий Бузунов   | ЦДСА                         |

## Официальные матчи

### Чемпионат
Число участников — 13. Система розыгрыша — «круговая» в два круга. Чемпион — «Динамо» Москва.
| 4 апр Ч 1 (343) | «Динамо» Москва  | 1:1     | «Динамо» Киев | Киев                                                            |
| | - Бондаренко 56′ | (отчёт) | - 6′ Коман    | Стадион: им.Хрущева Зрителей: 80 000 Судья: П.Белов (Ленинград) |
| «Динамо» Москва: Яшин - Родионов, Крыжевский , Кузнецов - Байков, Савдунин - Рыжкин (46' Шабров), Бесков, Бондаренко, Сальников, Ильин «Динамо» Киев: О.Макаров - П.Тищенко, Вит.Голубев, Качур - Юст, Михалина - Грамматикопуло, В.Терентьев (70' Зазроев), Виньковатов, Коман, Вик.Т.Фомин |                  |         |               |                                                                 |

| 9 апр Ч 2 (344) | «Динамо» Москва | 0:0     | «Локомотив» Харьков | Харьков                                                             |
| |                 | (отчёт) |                     | Стадион: «Авангард» Зрителей: 30 000 Судья: А.Тавельский (Куйбышев) |
| «Динамо» Москва: Яшин - Родионов, Крыжевский , Кузнецов - Байков, Савдунин - Рыжкин ~75', Бесков, Бондаренко, Сальников, Ильин (72' Шабров) · «Локомотив» Харьков: Уграицкий - Язвецкий, Ерошин , Голяков - Таранец , М.Соловьев - Зуб, Чижов, Дуйков (75' Щербина), Калабухов, Борзенко |                 |         |                     |                                                                     |

| 13 апр Ч 3 (345) | «Динамо» Москва | 1:0     | «Трудовые резервы» Ленинград | Харьков                                                        |
| | - Савдунин 6′   | (отчёт) |                              | Стадион: «Динамо» Зрителей: 10 000 Судья: И.Литвинас (Вильнюс) |
| «Динамо» Москва: Яшин - Родионов, Крыжевский , Кузнецов - Байков, Савдунин - Шабров, Мамедов, Бондаренко, Сальников, Ильин · «Трудовые резервы» Ленинград: Фарыкин - Шестаков, Донцов, Зонин - Горохов, Ю.Пономарев - Цветков, Колобов 88', Вл.Соловьев (46' Храповицкий), Тенягин , Сочнев |                 |         |                              |                                                                |

| 19 апр Ч 4 (346) | «Динамо» Москва            | 2:1     | «Динамо» Тбилиси | Тбилиси                                                   |
| | - Савдунин 46′ - Ильин 52′ | (отчёт) | - 28′ Котрикадзе | Стадион: «Динамо» Зрителей: 40 000 Судья: Э.Саар (Таллин) |
| «Динамо» Москва: Яшин - Родионов, Крыжевский , Кузнецов - Байков, Савдунин - Шабров, Мамедов, Бондаренко, Сальников, Ильин «Динамо» Тбилиси: Маргания - Элошвили, Русадзе, Сарджвеладзе - Махарадзе, Антадзе - Котрикадзе, К.Гагнидзе, Калоев, Гогоберидзе , Тодрия |                            |         |                  |                                                           |

| 24 апр Ч 5 (347) | «Динамо» Москва      | 2:0     | «Торпедо» Горький | Тбилиси                                                         |
| | - Бондаренко 28′ 62′ | (отчёт) |                   | Стадион: «Динамо» Зрителей: 15 000 Судья: В.Рамишвили (Тбилиси) |
| «Динамо» Москва: Яшин - Родионов, Крыжевский , Кузнецов - Байков, Савдунин - Шабров, Мамедов, Бондаренко, Сальников, Ильин «Торпедо» Горький: Сухоставский - Половинкин, Дуганов , Гурвиц - Гурвич, Родин - Лазарев, Ефимов, Н.Матвеев, Варела, А.Денисов |                      |         |                   |                                                                 |

| 1 мая Ч 6 (348) | «Динамо» Москва              | 2:0     | «Спартак» Москва | Москва                                                       |
| | - Сальников 51′ - Шабров 60′ | (отчёт) |                  | Стадион: «Динамо» Зрителей: 60 000 Судья: Н.Латышев (Москва) |
| «Динамо» Москва: Яшин - Родионов, Крыжевский , Кузнецов - Байков, Савдунин - Шабров, Мамедов, Бондаренко, Сальников, В.Ильин «Спартак» Москва: Пираев - Н.Тищенко, Селицкий, Седов - Тимаков, Огоньков - Татушин (80' Агапов), Парамонов, Симонян, Н.Дементьев , А.М.Ильин |                              |         |                  |                                                              |

| 7 мая Ч 7 (349) | «Динамо» Москва | 1:0     | «Крылья Советов» Куйбышев | Москва                                                     |
| | - Мамедов 23′   | (отчёт) |                           | Стадион: «Сталинец» Зрителей: 20 000 Судья: Э.Клавс (Рига) |
| «Динамо» Москва: Яшин - Юрченко, Крыжевский , Кузнецов - Байков, Савдунин - Шабров, Мамедов (75' Рыжкин), Бондаренко, Сальников, Ильин «Крылья Советов» Куйбышев: В.Корнилов - Скорохов, И.Гаврилов, Ширяев - Карпов, Кирш - Редкин, Ворошилов , Н.Зайцев (70' Бровкин), Горностаев, Ф.Новиков |                 |         |                           |                                                            |

| 13 мая Ч 8 (350) | «Динамо» Москва | 0:0     | «Локомотив» Москва | Москва                                                        |
| |                 | (отчёт) |                    | Стадион: «Динамо» Зрителей: 15 000 Судья: К.Демченко (Москва) |
| «Динамо» Москва: Яшин - Юрченко, Крыжевский , Кузнецов - Байков, Савдунин - Шабров, Бесков, Бондаренко, Сальников, Ильин «Локомотив» Москва: Кублицкий - Рогов, Забелин , Крушенок - В.Артемьев, Ларин (72' Н.Чесноков) - Горянский, Филяев, Малов, Е.Бологов, А.Колосков |                 |         |                    |                                                               |

| 19 мая Ч 9 (351) | «Динамо» Москва | 0:0     | ЦДСА | Москва                                                       |
| |                 | (отчёт) |      | Стадион: «Динамо» Зрителей: 50 000 Судья: В.Архипов (Москва) |
| «Динамо» Москва: Яшин - Юрченко, Крыжевский , Кузнецов - Байков, Савдунин - Рыжкин, Мамедов, Бондаренко, Сальников (60' Ильин), Шабров ЦДСА: Разинский - Порхунов, Башашкин , Нырков - Бельков, Вик.И.Фомин - Бузунов, Вик.Федоров, Коршунов, Ванзел, Емышев |                 |         |      |                                                              |

| 26 мая Ч 10 (352) | «Динамо» Москва              | 2:0     | «Зенит» Ленинград | Ленинград                                                 |
| | - Ильин 45′ - Бондаренко 48′ | (отчёт) |                   | Стадион: им.Кирова Зрителей: 90 000 Судья: Э.Клавс (Рига) |
| «Динамо» Москва: Яшин - Родионов, Крыжевский , Кузнецов - Байков, Савдунин - Рыжкин, Мамедов, Бондаренко, Ильин, Шабров «Зенит» Ленинград: Л.Иванов - Гартвиг, Самарин , С.Северов - Войнов, Кравец - Володин, Марютин, Катровский, В.Виноградов, А.Иванов |                              |         |                   |                                                           |

| 1 июн Ч 11 (353) | «Динамо» Москва | 0:1     | «Спартак» Минск | Минск                                                        |
| |                 | (отчёт) | - 24′ Бачурин   | Стадион: «Динамо» Зрителей: 35 000 Судья: Н.Думин (Куйбышев) |
| «Динамо» Москва: Яшин - Родионов, Крыжевский , Кузнецов - Байков, Савдунин - Рыжкин, Мамедов, Бондаренко, Ильин, Шабров «Спартак» Минск: Хомич - Вл.Голубев, Мимрик , Малявкин - Абрамович, Н.Макаров - Мозер, Курнев, А.Егоров (80' Ходин), Бачурин, Голощапов |                 |         |                 |                                                              |

| 5 июн Ч 12 (354) | «Динамо» Москва                     | 2:0     | «Торпедо» Москва | Москва                                                       |
| | - Савдунин 30′ (пен.) - Мамедов 65′ | (отчёт) |                  | Стадион: «Динамо» Зрителей: 35 000 Судья: В.Архипов (Москва) |
| «Динамо» Москва: Яшин - Родионов, Крыжевский , Кузнецов - Байков, Савдунин - Шабров, Мамедов, Бондаренко (60' Моргунов), Сальников, Ильин «Торпедо» Москва: Ю.Петров - Бычков, Марьенко, Архипов - Сенюков, Вяч.Соловьев - Вацкевич, Вал.Иванов, Гулевский, А.А.Ильин (68' Золотов), Стрельцов |                                     |         |                  |                                                              |

| 15 июн Ч 13 (355) | «Динамо» Москва                                                  | 3:4     | «Динамо» Киев                                                           | Москва                                                    |
| | - Мамедов 57′ - Сальников 83′ - Байков 87′ - Кузнецов 90' (пен.) | (отчёт) | - 13′ Коман - 18′ Виньковатов - 60′ Кольцов - 75′ (пен.) Грамматикопуло | Стадион: «Динамо» Зрителей: 20 000 Судья: Э.Саар (Таллин) |
| «Динамо» Москва: Яшин - Родионов, Крыжевский , Кузнецов - Байков, Савдунин 82' - Шабров, Мамедов, Бондаренко, Сальников, Ильин · «Динамо» Киев: О.Макаров - П.Тищенко, Голубев, Т.Попович - А.Ларионов, Кольцов - Грамматикопуло, Виньковатов, Вик.Т.Фомин, Коман (70' В.Терентьев), Богданович |                                                                  |         |                                                                         |                                                           |

| 19 июн Ч 14 (356) | «Динамо» Москва             | 2:3     | «Трудовые резервы» Ленинград       | Ленинград                                                 |
| | - Ильин 8′ - Бондаренко 12′ | (отчёт) | - 24′ Сочнев - 26′ 28′ Вл.Соловьев | Стадион: им.Кирова Зрителей: 50 000 Судья: Э.Клавс (Рига) |
| «Динамо» Москва: Яшин - Родионов, Крыжевский , Осусский - Байков, Соколов - Шабров, Мамедов, Бондаренко, Сальников (46' Бесков), Ильин «Трудовые резервы» Ленинград: Фарыкин - Варнаков, Донцов, Зонин - Горохов, Богомолов - Цветков, Колобов, Вл.Соловьев, Тенягин , Сочнев |                             |         |                                    |                                                           |

| 29 июн Ч 15 (357) | «Динамо» Москва          | 2:0     | «Динамо» Тбилиси | Москва                                                        |
| | - Ильин 68′ - Байков 87′ | (отчёт) |                  | Стадион: «Динамо» Зрителей: 50 000 Судья: П.Белов (Ленинград) |
| «Динамо» Москва: Яшин - Родионов, Крыжевский , Кузнецов - Байков, Соколов - Шабров, Мамедов (75' Моргунов), Бондаренко, Ильин, Рыжкин «Динамо» Тбилиси: Саная - Элошвили, Русадзе, Сарджвеладзе - Махарадзе, Н.Гагнидзе - Котрикадзе, Хасая (46' Антадзе), Чкуасели, Гогоберидзе , Тодрия |                          |         |                  |                                                               |

| 6 июл Ч 16 (358) | «Динамо» Москва                                             | 5:1     | ЦДСА              | Москва                                                        |
| | - Шабров 4′ - Рыжкин 13′ 50′ - Федосов 52′ - Бондаренко 85′ | (отчёт) | - 29′ Вик.Федоров | Стадион: «Динамо» Зрителей: 70 000 Судья: Н.Хлопотин (Москва) |
| «Динамо» Москва: Яшин - Родионов, Крыжевский , Кузнецов - Байков, Савдунин - Шабров, Федосов, Бондаренко, Ильин, Рыжкин ЦДСА: Разинский - Порхунов, Башашкин , Нырков - Вик.И.Фомин, А.Петров - Бузунов (46' Бельков), Вик.Федоров, С.Коршунов, Ванзел, Емышев |                                                             |         |                   |                                                               |

| 10 июл Ч 17 (359) | «Динамо» Москва                                  | 3:1     | «Локомотив» Харьков | Москва                                                       |
| | - Федосов 47′ - Рыжкин 60′ - Язвецкий 60′ (авт.) | (отчёт) | - 27′ Зуб           | Стадион: «Динамо» Зрителей: 5000 Судья: П.Давыдов (Куйбышев) |
| «Динамо» Москва: Яшин - Родионов, Крыжевский , Кузнецов - Байков, Савдунин - Шабров, Федосов, Бондаренко, Ильин, Рыжкин «Локомотив» Харьков: Браховецкий - Язвецкий, Жеребкин, Голяков - Дуйков, Дубинский - Пономаренко, Зуб , Чижов (68' Феоктистов), Беспалый, Борзенко |                                                  |         |                     |                                                              |

| 14 июл Ч 18 (360) | «Динамо» Москва | 1:1     | «Зенит» Ленинград | Москва                                                           |
| | - Ильин 27′     | (отчёт) | - 18′ Катровский  | Стадион: «Сталинец» Зрителей: 15 000 Судья: И.Литвинас (Вильнюс) |
| «Динамо» Москва: Яшин; Родионов, Крыжевский , Кузнецов 39' - Моргунов, Савдунин - Шабров, Федосов, Бондаренко, Ильин, Рыжкин · «Зенит» Ленинград: Л.Иванов - Смирнов, Самарин , С.Северов - Войнов, Кравец (60' Ю.Морозов) - В.Виноградов, Марютин, Катровский, Добриков, А.Иванов |                 |         |                   |                                                                  |

| 1 авг Ч 19 (361) | «Динамо» Москва                                                  | 6:2     | «Торпедо» Горький       | Горький                                                         |
| | - Ильин 32′ 56′ - Савдунин 41′ - Бондаренко 58′ 84′ - Шабров 74′ | (отчёт) | - 80′ (пен.) 90′ Ефимов | Стадион: «Торпедо» Зрителей: 30 000 Судья: П.Давыдов (Куйбышев) |
| «Динамо» Москва: Яшин - Родионов, Крыжевский , Осусский - Байков, Савдунин - Шабров, Ильин, Бондаренко, Сальников, Рыжкин «Торпедо» Горький: Шевляков - Половинкин, Дуганов , Белов - Бреньо, Родин - Варела, А.Афанасьев (75' Л.Федотов), Ефимов, А.Денисов, Лазарев Сухоставский |                                                                  |         |                         |                                                                 |

| 5 авг Ч 20 (362) | «Динамо» Москва | 1:0     | «Спартак» Москва | Москва                                                        |
| | - Рыжкин 87′    | (отчёт) |                  | Стадион: «Динамо» Зрителей: 70 000 Судья: Н.Хлопотин (Москва) |
| «Динамо» Москва: Яшин - Родионов, Крыжевский , Кузнецов - Байков, Савдунин - Шабров, В.Ильин, Бондаренко, Сальников, Рыжкин «Спартак» Москва: Пираев - Н.Тищенко, Селицкий, Седов - Парамонов, Нетто - Татушин, Исаев, Симонян (60' Паршин), Н.Дементьев , А.М.Ильин |                 |         |                  |                                                               |

| 10 авг Ч 21 (363) | «Динамо» Москва | 0:1     | «Локомотив» Москва | Москва                                                        |
| |                 | (отчёт) | - 62′ Ю.Коротков   | Стадион: «Динамо» Зрителей: 30 000 Судья: И.Лукьянов (Москва) |
| «Динамо» Москва: Яшин - Родионов, Крыжевский , Кузнецов - Байков, Савдунин - Шабров, Ильин (68' Федосов), Бондаренко, Сальников, Рыжкин «Локомотив» Москва: Кублицкий - Рогов, Забелин , Крушенок - В.Артемьев, Ларин - Горянский, Лядин, Филяев, Ю.Коротков, А.Колосков |                 |         |                    |                                                               |

| 13 сен Ч 22 (364) | «Динамо» Москва              | 3:1     | «Крылья Советов» Куйбышев | Москва                                                           |
| | - Ильин 3′ 49′ - Мамедов 68′ | (отчёт) | - 29′ (пен.) Ворошилов    | Стадион: «Динамо» Зрителей: 25 000 Судья: А.Зябликов (Ленинград) |
| «Динамо» Москва: Яшин - Родионов, Крыжевский , Кузнецов - Байков, Савдунин - Шабров, Федосов, Мамедов, Сальников, Ильин «Крылья Советов» Куйбышев: В.Корнилов (70' Ф.Бондаренко) - Скорохов, И.Гаврилов, Ширяев - Карпов, Н.Поздняков - Гузик, Редкин (75' Бровкин), Ворошилов , Кирш, Ф.Новиков |                              |         |                           |                                                                  |

| 29 сен Ч 23 (365) | «Динамо» Москва                         | 3:2     | «Торпедо» Москва               | Москва                                                        |
| | - Мамедов 1′ - В.Ильин 34′ - Шабров 65′ | (отчёт) | - 26′ Вал.Иванов - 28′ Золотов | Стадион: «Динамо» Зрителей: 25 000 Судья: И.Лукьянов (Москва) |
| «Динамо» Москва: Яшин - Родионов, Крыжевский , Кузнецов - Байков, Савдунин - Шабров, В.Ильин, Мамедов, Сальников, Рыжкин «Торпедо» Москва: Ю.Петров - Архипов, Хренов, Л.Тарасов - Сенюков , Марьенко - Вацкевич, Вал.Иванов, Стрельцов (68' Гулевский), А.А.Ильин, Золотов |                                         |         |                                |                                                               |

| 10 окт Ч 24 (366) | «Динамо» Москва         | 2:1     | «Спартак» Минск       | Москва                                                     |
| | - Ильин 8′ - Шабров 31′ | (отчёт) | - 25′ (авт.) Родионов | Стадион: «Динамо» Зрителей: 15 000 Судья: Н.Балакин (Киев) |
| «Динамо» Москва: Яшин - Родионов, Крыжевский , Кузнецов - Байков, Водягин - Шабров, Ильин, Мамедов, Сальников, Рыжкин «Спартак» Минск: Хомич - Вл.Голубев, Мимрик, Абрамович - Артемов, Н.Макаров - Фаломеев, Мозер, А.Егоров, Бачурин (46' Курнев), Голощапов |                         |         |                       |                                                            |

#### Итоговая таблица
| М | Команда                      | И  | В  | Н  | П | Мячи    | ±   | О  |
| - | ---------------------------- | -- | -- | -- | - | ------- | --- | -- |
|   | «Динамо» Москва              | 24 | 15 | 5  | 4 | 44 − 20 | +24 | 35 |
|   | «Спартак» Москва             | 24 | 14 | 3  | 7 | 49 − 26 | +23 | 31 |
|   | «Спартак» Минск              | 24 | 12 | 6  | 6 | 29 − 23 | +6  | 30 |
| 4 | «Трудовые резервы» Ленинград | 24 | 8  | 10 | 6 | 29 − 25 | +4  | 26 |
| 5 | «Динамо» Киев                | 24 | 8  | 10 | 6 | 31 − 29 | +2  | 26 |

И — игры, В — выигрыши, Н — ничьи, П — проигрыши, Мячи — забитые и пропущенные голы, ± — разница голов, О — очки

#### Движение по турам
Вследствие переносов команды могли провести на конкретную дату различное число игр. В указанной таблице приведено место команды после каждого проведенного тура в соответствии с фактически набранным количеством очков.
| Игра  | 1 | 2 | 3 | 4 | 5 | 6 | 7 | 8 | 9 | 10 | 11 | 12 | 13 | 14 | 15 | 16 | 17 | 18 | 19 | 20 | 21 | 22 | 23 | 24 |
| ----- | - | - | - | - | - | - | - | - | - | -- | -- | -- | -- | -- | -- | -- | -- | -- | -- | -- | -- | -- | -- | -- |
| Место | 5 | 7 | 4 | 2 | 1 | 1 | 1 | 1 | 1 | 1  | 1  | 1  | 3  | 3  | 1  | 1  | 1  | 1  | 1  | 1  | 1  | 1  | 1  | 1  |

### Кубок
Число участников — 67 (финальный турнир). Система розыгрыша — «олимпийская». Победитель — «Динамо» Киев.
Команда «Динамо» Москва выбыла в 1/8 финала.
| 30 авг К 1 (42) 1/8 финала | «Динамо» Москва | 1:3     | «Спартак» Москва                   | Москва                                                       |
| | - Ильин 32′     | (отчёт) | - 25′ 64′ Паршин - 59′ Н.Дементьев | Стадион: «Динамо» Зрителей: 70 000 Судья: Н.Латышев (Москва) |
| «Динамо» Москва: Яшин - Родионов, Крыжевский , Кузнецов - Байков, Савдунин - Шабров, В.Ильин, Бондаренко (65' Федосов), Сальников, Рыжкин 42' · «Спартак» Москва: Тучкус - Н.Тищенко, Селицкий, Седов - Парамонов, Нетто - Татушин, Исаев, Паршин, Н.Дементьев , А.М.Ильин |                 |         |                                    |                                                              |

## Неофициальные матчи

### Международные матчи
| 10 июн ММ 1 (31) | «Динамо» Москва                                                      | 6:1     | «Жиронда» Бордо | Москва                                            |
| | - Савдунин 23′ - Бондаренко 24′ 27′ 32′ - Шабров 67′ - Сальников 81′ | (отчёт) | - 46′ Гардьен   | Стадион: «Динамо» Зрителей: 45 000 Судья: Я.Влчек |
| «Динамо» Москва: Яшин - Родионов, Крыжевский , Кузнецов - Байков, Савдунин - Шабров, Мамедов (75' Бесков), Бондаренко, Сальников, Ильин «Жиронда» Бордо: Бернар - Жанжевски, Арнандо, Телечка - Гарига , Окур - Делядерьер, Каргу, Вознеско, Дой, Гардьен |                                                                      |         |                 |                                                   |

| 25 июн ММ 2 (32) | «Динамо» Москва                  | 2:1     | Копенгаген ХI («Викинг») | Москва                                             |
| | - Бондаренко 2′ - Крыжевский 85′ | (отчёт) | - 55′ (пен.) Хугер       | Стадион: «Динамо» Зрителей: 30 000 Судья: Ф.Нюберг |
| «Динамо» Москва: Яшин - Родионов, Крыжевский , Кузнецов - Байков, Савдунин - Шабров, Мамедов, Бондаренко, Ильин, Рыжкин Копенгаген ХI («Викинг»): Эльтинг - Кеппен, Й.Якобсен - Деннунг, Х.Якобсен, Хугер - Й.Петерсен, О.Р.Йенсен, Торстенсен (46' Э.Йенсен), П.Сёренсен, Хельге Хансен |                                  |         |                          |                                                    |

| 20 июл ММ 3 (33) | «Динамо» Москва | 0:1     | «Рапид» Вена | Вена                                                 |
| |                 | (отчёт) | - 62′ Халла  | Стадион: «Пратер» Зрителей: 60 000 Судья: П.Висслинг |
| «Динамо» Москва: Яшин - Родионов, Крыжевский , Кузнецов - Байков, Савдунин - Шабров, Коман, Бондаренко (86' Ильин), Сальников (80' Фомин), Рыжкин «Рапид» Вена: Цеман (46' Ондрейшка) - Гернхардт , Кольман, Голобиц (80' Каффка) - Риглер, Ханаппи - Халла (82' Месарош), Р.Кёрнер, Динст, Пробст, А.Кёрнер |                 |         |              |                                                      |

| 24 июл ММ 4 (34) | «Динамо» Москва | 1:1     | «Аустрия» Вена | Вена                                                 |
| | - Ильин 17′     | (отчёт) | - 48′ Коминек  | Стадион: «Пратер» Зрителей: 40 000 Судья: Ф.Зайпельт |
| «Динамо» Москва: Яшин - Вит.Голубев, Крыжевский , Кузнецов - Байков, Савдунин - Шабров, Ильин, Фомин, Сальников, Рыжкин «Аустрия» Вена: Шведа - Кованц, Штоц, Сабитцер - Оцвирк, Франц Свобода - Хофбауэр, Коминек, Эрнст Стояспал , А.Хубер (38-45' Эрих Стояспал; 80' Пихлер), Шлегер |                 |         |                |                                                      |

| 27 июл ММ 5 (35) | «Динамо» Москва                                          | 5:3     | «Линцер» АСК                     | Линц                                              |
| | - Фомин 6′ - Рыжкин 22′ - Бондаренко 71′ 89′ - Ильин 64′ | (отчёт) | - 43′ Тольян - 53′ 70′ Линнингер | Стадион: «Гугл» Зрителей: 22 000 Судья: Э.Штайнер |
| «Динамо» Москва: Яшин - Вл.Голубев, Крыжевский , Кузнецов - Байков, Савдунин - Шабров, Ильин, Фомин (46' Бондаренко), Сальников, Рыжкин «Линцер» АСК: Линденбергер - Винчич, Фуш, Штробль (24' Кралович) - Й.Вайсс, Прашак (68-72' Швайгхофер) - Махан , Хартль, Линнингер, Цехмайстер, Тольян |                                                          |         |                                  |                                                   |

| 5 окт ММ 6 (36) | «Динамо» Москва                                                               | 5:0     | «Арсенал» Лондон | Москва                                            |
| | - Ильин 44′ 51′ - Савдунин 55' (пен.) - Рыжкин 74′ - Мамедов 77′ - Байков 88′ | (отчёт) |                  | Стадион: «Динамо» Зрителей: 55 000 Судья: И.Мацко |
| «Динамо» Москва: Яшин - Родионов, Крыжевский , Кузнецов - Байков, Савдунин - Шабров, Ильин, Мамедов, Сальников, Рыжкин «Арсенал» Лондон: Келси - Барнс, Вейд, Горинг - Диксон, Форбс - Тэпскотт, Лоджи , Лаутон, Лэшмен, Роупер |                                                                               |         |                  |                                                   |

| 21 окт ММ 7 (37) | «Динамо» Москва                           | 3:0     | «Жиронда» Бордо | Бордо                                                   |
| | - Ильин 9′ - Рыжкин 70′ - Гогоберидзе 74′ | (отчёт) |                 | Стадион: муниципальный Зрителей: 20 000 Судья: Бомберже |
| «Динамо» Москва: Яшин - Родионов, Крыжевский (80' Царев), Кузнецов - Байков, Савдунин - Шабров, Ильин, Мамедов (65' Гогоберидзе), Сальников, Рыжкин «Жиронда» Бордо: Бернар - Жанжевски, Гарига, Гримонпон - Окур, Галлис - Возниеско, Дрисс, Абдесслем, Каргу, Скандер |                                           |         |                 |                                                         |

| 28 окт ММ 8 (38) | «Динамо» Москва           | 2:1     | «Олимпик» Лилль | Марсель                                                |
| | - Ильин 36′ - Мамедов 89′ | (отчёт) | 62′ Бурботт     | Стадион: «Велодром» Зрителей: 35 000 Судья: Ф.Бассотти |
| «Динамо» Москва: Яшин; Родионов, Карпов, Кузнецов - Байков, Савдунин - Шабров, Ильин, Гогоберидзе, Сальников (75' Мамедов), Рыжкин «Олимпик» Лилль: Румински - Ван Каппелен, Бегански, Лемэтр - Пазюр, Страпп - Лагон, Дуи (46' Деруссо), Бурботт, Венсан , Лефевр |                           |         |                 |                                                        |

| 3 ноя ММ 9 (39) | «Динамо» Москва | 1:0     | «Реймс» & «Расинг» Париж | Париж                                                     |
| | - Шабров 43′    | (отчёт) |                          | Стадион: «Парк де Пренс» Зрителей: 50 000 Судья: М.Рондья |
| «Динамо» Москва: Яшин - Родионов, Крыжевский , Кузнецов - Карпов, Савдунин - Шабров (60' Гогоберидзе), Ильин, Мамедов, Сальников, Рыжкин : Синибальди - Габо, Жонке, Марш - Пенверн, Мажуб - Грийе, Гловацки, Копа (46' Идальго), Леблон, Кюриль |                 |         |                          |                                                           |

| 11 ноя ММ 10 (40) | «Динамо» Москва                                | 4:0     | Лозанна & Цюрих ХI | Цюрих                                                |
| | - Байков 38′ - Сальников 49′ - Мамедов 57′ 82′ | (отчёт) |                    | Стадион: «Хардтурм» Зрителей: 32 000 Судья: М.Шиккер |
| «Динамо» Москва: Яшин - Родионов, Крыжевский (86' Царев), Кузнецов - Байков, Савдунин - Шабров, Ильин, Мамедов, Сальников, Рыжкин Лозанна & Цюрих ХI: Штубер - Матис, Фрозио, Перрукуд - Шмидхаузер, Фетч - А.Биккель , Балламан, Вукосавлевич (46' Рей), Морон, Аппель (46' Штобле) |                                                |         |                    |                                                      |

| 14 ноя ММ 11 (41) | «Динамо» Москва | 1:1     | Лозанна & Цюрих ХI | Лозанна                                            |
| | - Байков 38′    | (отчёт) | - 31′ Мозер        | Стадион: «Олимпик» Зрителей: 25 000 Судья: М.Рапен |
| «Динамо» Москва: Яшин - Родионов, Карпов, Кузнецов - Байков, Савдунин - Бондаренко (60' Шабров), Ильин, Мамедов, Сальников, Рыжкин Лозанна & Цюрих ХI: Штубер - Матис (46' Нойком), Раймон (46' Фрозио), Перрукуд (46' Шмидхаузер) - Море (46' Феч), Цюрхер - Рей, Мозер, Вукосавлевич, Р.Майллард, Штойбле |                 |         |                    |                                                    |

### Контрольные и товарищеские матчи
| 8 мар ТМ 1 | «Динамо» Москва | 1:1     | «Динамо» Киев | Леселидзе |
|            |                 | (отчёт) |               |           |

| 21 мар ТМ 2 | «Динамо» Москва | 0:4     | «Динамо» Тбилиси                            | Леселидзе |
|             |                 | (отчёт) | - Гогоберидзе - Гагнидзе - Калоев - Антадзе |           |

## Статистика сезона

### Игроки и матчи
| Игрок                                     | Чемпионат       | Чемпионат | Кубок           | Кубок   | Итого           | Итого   | Международные матчи | Международные матчи | ТМ              | ТМ      | Всего Чемпионат | Всего Чемпионат | Всего Кубок     | Всего Кубок | Всего           | Всего   | Всего Международные матчи | Всего Международные матчи |
| Игрок                                     | Вышел на замену | Гол       | Вышел на замену | Гол     | Вышел на замену | Гол     | Вышел на замену     | Гол                 | Вышел на замену | Гол     | Вышел на замену | Гол             | Вышел на замену | Гол         | Вышел на замену | Гол     | Вышел на замену           | Гол                       |
| Вратарь                                   | Вратарь         | Вратарь   | Вратарь         | Вратарь | Вратарь         | Вратарь | Вратарь             | Вратарь             | Вратарь         | Вратарь | Вратарь         | Вратарь         | Вратарь         | Вратарь     | Вратарь         | Вратарь | Вратарь                   | Вратарь                   |
| ----------------------------------------- | --------------- | --------- | --------------- | ------- | --------------- | ------- | ------------------- | ------------------- | --------------- | ------- | --------------- | --------------- | --------------- | ----------- | --------------- | ------- | ------------------------- | ------------------------- |
| Лев Яшин                                  | 24              | (-20)     | 1               | (-3)    | 25              | (-23)   | 11                  | (-9)                |                 |         | 39              | (-36)           | 6               | (-5)        | 45              | (-41)   | 23                        | (-18)                     |
| Защитники                                 |                 |           |                 |         |                 |         |                     |                     |                 |         |                 |                 |                 |             |                 |         |                           |                           |
| Анатолий Родионов                         | 21              |           | 1               |         | 22              |         | 9                   |                     |                 |         | 34              |                 | 6               |             | 40              |         | 22                        |                           |
| Константин Крыжевский (34)                | 24              |           | 1               |         | 25              |         | 9                   | 1                   |                 |         | 33              |                 | 5               |             | 38              |         | 22                        | 1                         |
| Борис Кузнецов                            | 22              |           | 1               |         | 23              |         | 11                  |                     |                 |         | 35              |                 | 6               |             | 41              |         | 23                        |                           |
| Андрей Юрченко                            | 3               |           |                 |         | 3               |         |                     |                     |                 |         | 3               |                 |                 |             | 3               |         |                           |                           |
| Иван Осусский                             | 2               |           |                 |         | 2               |         |                     |                     |                 |         | 9               |                 |                 |             | 9               |         |                           |                           |
| Виктор Царёв                              |                 |           |                 |         |                 |         | 2                   |                     |                 |         |                 |                 |                 |             |                 |         | 2                         |                           |
| Владилен Голубев                          |                 |           |                 |         |                 |         | 1                   |                     |                 |         | 8               |                 |                 |             | 8               |         | 1                         |                           |
| Полузащитники                             |                 |           |                 |         |                 |         |                     |                     |                 |         |                 |                 |                 |             |                 |         |                           |                           |
| Евгений Байков                            | 23              | 2         | 1               |         | 24              | 2       | 10                  | 3                   |                 |         | 57              | 6               | 8               |             | 65              | 6       | 22                        | 4                         |
| Владимир Савдунин (2)                     | 21              | 4         | 1               |         | 22              | 4       | 11                  | 1                   |                 |         | 174             | 61              | 26              | 7           | 200             | 68      | 30                        | 3                         |
| Иван Моргунов                             | 3               |           |                 |         | 3               |         |                     |                     |                 |         | 3               |                 |                 |             | 3               |         |                           |                           |
| Александр Соколов                         | 2               |           |                 |         | 2               |         |                     |                     |                 |         | 66              | 3               | 7               | 1           | 73              | 4       | 3                         |                           |
| Алексей Водягин                           | 1               |           |                 |         | 1               |         |                     |                     |                 |         | 8               | 1               | 2               |             | 10              | 1       | 3                         |                           |
| Нападающие                                |                 |           |                 |         |                 |         |                     |                     |                 |         |                 |                 |                 |             |                 |         |                           |                           |
| Владимир Шабров                           | 24              | 5         | 1               |         | 25              | 5       | 11                  | 1                   |                 |         | 36              | 6               | 8               | 3           | 44              | 9       | 18                        | 3                         |
| Алекпер Мамедов                           | 15              | 5         |                 |         | 15              | 5       | 8                   | 4                   |                 |         | 15              | 5               |                 |             | 15              | 5       | 11                        | 5                         |
| Геннадий Бондаренко                       | 21              | 8         | 1               |         | 22              | 8       | 5                   | 6                   |                 |         | 21              | 8               | 1               |             | 22              | 8       | 5                         | 6                         |
| Сергей Сальников                          | 18              | 2         | 1               |         | 19              | 2       | 10                  | 2                   |                 |         | 113             | 29              | 14              | 4           | 127             | 33      | 22                        | 10                        |
| Владимир Ильин                            | 24              | 11        | 1               | 1       | 25              | 12      | 11                  | 6                   |                 |         | 117             | 45              | 15              | 5           | 132             | 50      | 22                        | 9                         |
| Владимир Рыжкин                           | 15              | 4         | 1               |         | 16              | 4       | 11                  | 6                   |                 |         | 25              | 6               | 6               |             | 31              | 6       | 23                        | 8                         |
| Генрих Федосов                            | 5               | 2         | 1               |         | 6               | 2       |                     |                     |                 |         | 5               | 2               | 1               |             | 6               | 2       |                           |                           |
| Константин Бесков                         | 4               |           |                 |         | 4               |         | 1                   |                     |                 |         | 197             | 95              | 28              | 20          | 262             | 139     | 24                        | 17                        |
| Игроки, приглашенные из других клубов     |                 |           |                 |         |                 |         |                     |                     |                 |         |                 |                 |                 |             |                 |         |                           |                           |
| Виктор Фомин («Динамо» Киев)              |                 |           |                 |         |                 |         | 3                   | 1                   |                 |         |                 |                 |                 |             |                 |         | 10                        | 4                         |
| Виктор Карпов («Крылья Советов» Куйбышев) |                 |           |                 |         |                 |         | 3                   |                     |                 |         |                 |                 |                 |             |                 |         | 3                         |                           |
| Автандил Гогоберидзе («Динамо» Тбилиси)   |                 |           |                 |         |                 |         | 3                   | 1                   |                 |         |                 |                 |                 |             |                 |         | 3                         | 1                         |
| Виталий Голубев («Динамо» Киев)           |                 |           |                 |         |                 |         | 1                   |                     |                 |         |                 |                 |                 |             |                 |         | 3                         |                           |
| Михаил Коман («Динамо» Киев)              |                 |           |                 |         |                 |         | 1                   |                     |                 |         |                 |                 |                 |             |                 |         | 1                         |                           |

### Личные и командные достижения
Динамовцы в списке 33 лучших футболистов
| Турнир            | Игрок                                               | Вышел на замену | Игрок             | Гол |
| ----------------- | --------------------------------------------------- | --------------- | ----------------- | --- |
| Сезоны в клубе    | Сергей Ильин, Михаил Семичастный & Василий Трофимов | 15              |                   |     |
| Официальные матчи | Всеволод Блинков                                    | 297             | Сергей Соловьев   | 223 |
| Чемпионат         | Василий Трофимов                                    | 216             | Сергей Соловьев   | 134 |
| Кубок             | Константин Бесков                                   | 28              | Константин Бесков | 20  |

Достижения в сезоне

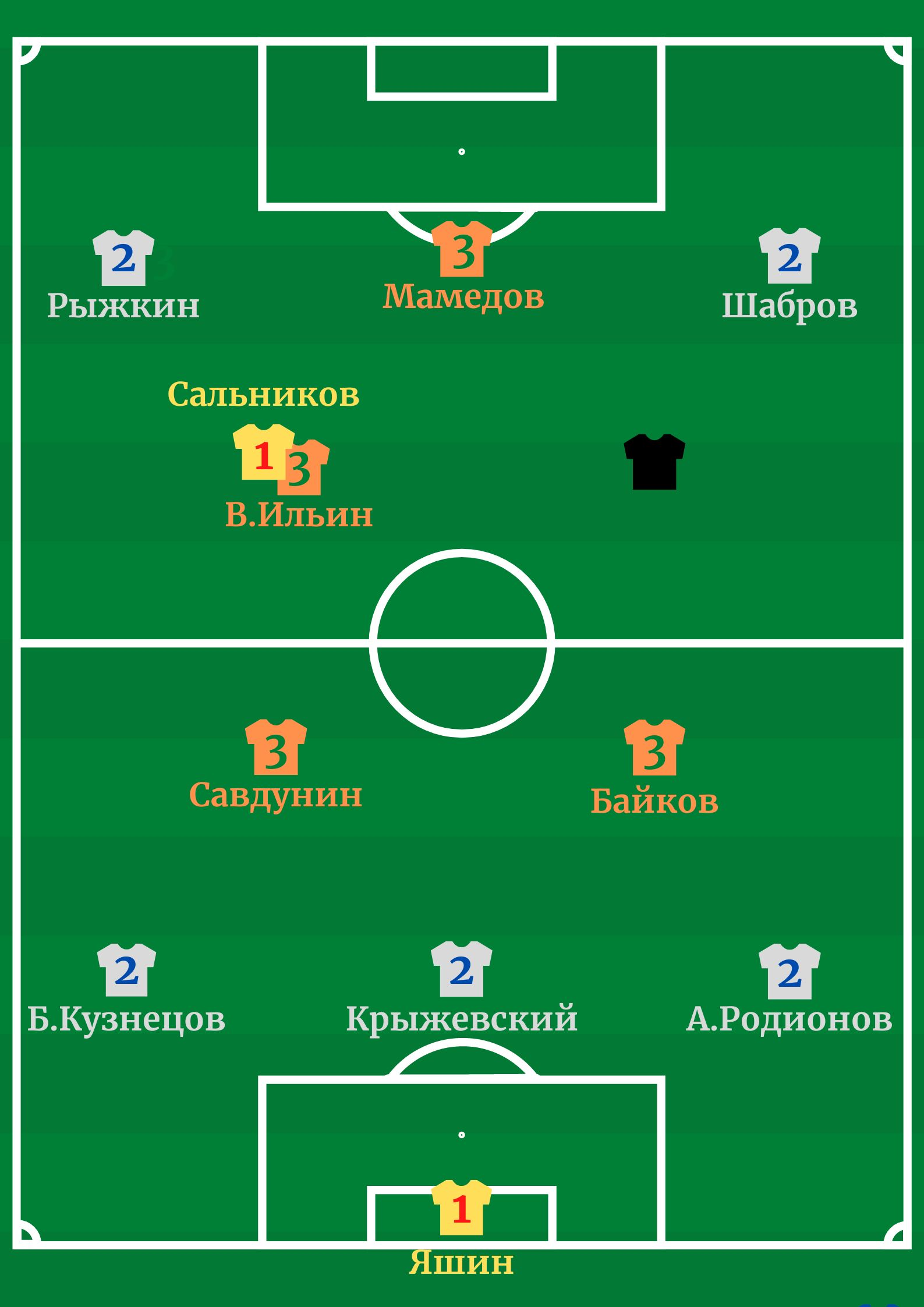

- Костантин Бесков сыграл в 14-м сезоне за «Динамо»
- Владимир Савдунин сыграл в 10-м сезоне
- 200-й официальный матч — Владимир Савдунин
- 100-й официальный матч в чемпионате — Сергей Сальников, Владимир Ильин
- Лучший бомбардир чемпионата — Владимир Ильин[8]
- «Хет-трик» в сезоне — Геннадий Бондаренко (в международном матче)